# Захаровит
Захаровит — редкий минерал, гидросиликат натрия и марганца. Химическая формула: Na4Mn5Si10O24(OH)66H2O. IMA 1981-049.
Минерал найден в 1981 году на горе Юкспор (Хибины, Кольский полуостров, Россия). Впоследствии его находили в Ловозерском массиве на горе Карнасурт и горе Коашка (Хибины).
Назван в честь советского геолога, минералога и геохимика Евгения Захарова.